# 思道四世

思道四世與儒略二世的教宗牧徽

羅韋雷家族的家徽

思道四世（拉丁語：Sixtus PP. IV；1414年7月21日—1484年8月12日）原名方濟各·德拉羅韋雷（義大利語：Francesco della Rovere），1471年8月9日至1484年8月12日岀任教宗。他解除了天主教原先對於解剖屍體的禁令，出資建造了西斯汀禮拜堂。他出身於德拉·羅維雷家族。他参与组织了刺杀美第奇家族成员的帕齐阴谋。

## 譯名
- 西斯都：香港教區禮儀委員會作西斯都[2]。
- ：香港天主教教區作思道[3]。
- 西克斯圖斯：《大英簡明百科知識庫》、《世界人名翻譯大辭典》1993年版作西克斯圖斯。[4]